# Poiana, Ungheni
Poiana este un sat din componența comunei Boghenii Noi din raionul Ungheni, Republica Moldova.